# Фриц Бухло
Фриц Бухло (Милхајм на Руру, 26. новембар 1909 - 22. јули 1998) бивши је њемачки фудбалер који је играо на позицији голмана. Освајач је бронзане медаље на Свјетском првенству 1934.

## Биографија
Од 1933. до 1938. године, Бухло је био голман клуба Спелдорф. Сматран је енергичним голманом са одличним осјећајем за позиционирањем и рефлексима и да га је красила опуштена елеганција. Као члан овог тима два пута је освајао лигу Bezirksklasse Niederrhein. По завршетку сезоне 1937/38. Бухло је уписао Царску академију у Берлину да би постао учитељ физичког васпитања и спорта. Истовремено, бранио је за фудбалски клуб Херта. У свој родни крај враћа се 1938. и до краја фудбалске каријере (до 1945) игра за клуб Schwarz-Weiß Essen.
У периоду од 1932. до 1936. наступио је 17 пута за фудбалску репрезентацију Трећег рајха, од којих су већина биле пријатељске утакмице. Бухло је бранио у квалификационој утакмици за Свјетско првенство у фудбалу 1934. против Луксембурга. Утакмица је завршена резултатом 1:9.
Бухло је био члан репрезентација на Свјетским првенствима 1934. и 1938, али није наступао. На Љетним олимпијским играма 1936. године наступио је у утакмици против Луксембурга која је завршена резултатом 9:0.
Тренирао је фудбалску репрезентацију Исланда 1949, постајући тако први њемачки тренер послије рата у иностранству.